# Sunshine (Music from the Motion Picture)
Sunshine (Music from the Motion Picture) – ścieżka dźwiękowa skomponowana wspólnie przez zespół Underworld oraz Johna Murphy’ego do thrillera science-fiction W stronę słońca w reżyserii Danny’ego Boyle’a. Na albumie znalazł się ponadto utwór „Avenue of Hope” zespołu I Am Kloot. 

## Album

### Historia
Danny Boyle opisując proces tworzenia ścieżki dźwiękowej do filmu stwierdził, iż Underworld realizował ją przez cały film częściowo improwizując. Później nagrania te wysłał do kompozytora Johna Murphy’ego, który nadał im ostateczny szlif. Swoją rolę przedstawił następująco:

Słucham muzyki przez cały czas, ale staram się nie podejmować decyzji zbyt wcześnie – podczas montażu jest energia związana z podejmowaniem decyzji muzycznych, co jest naprawdę ekscytujące, nawet jeśli podczas kręcenia możesz mieć na myśli muzykę. Zwykle dzieje się to stopniowo w czasie, gdy kręcisz film i montujesz go, cały czas słuchasz muzyki. Coś przed tobą zaczyna się skupiać jako właściwy pejzaż dźwiękowy i zaczynasz jakoś skłaniać się ku temu.

Karl Hyde z Underworld ze swej strony przyznał, iż głęboki wpływ na jego własną pracę nad ścieżką dźwiękową do filmu Boyle’a wywarła muzyka awangardowego kompozytora György’ego Ligetiego, a zwłaszcza utwór „Lux Aeterna”, o którym muzyk powiedział, iż: „nigdy nie słyszał czegoś takiego”.
Po premierze filmu w 2007 roku jego producent Andrew Macdonald stwierdził, iż nie ma planów wydania ścieżki dźwiękowej. Powodem miały być przeszkody natury prawnej, które zostały przezwyciężone dopiero w roku następnym.

### Wydania
Album ze ścieżką został wydany 25 listopada 2008 roku jednocześnie w Wielkiej Brytanii, Europie i USA jako digital download (19 plików AAC). Wyłącznym dystrybutorem był iTunes Store.

### Lista utworów
Lista według Discogs:
| Nr  | Tytuł utworu                                                              | Autorzy                  | Długość |
| --- | ------------------------------------------------------------------------- | ------------------------ | ------- |
| 1.  | „Welcome To Icarus II”                                                    | John Murphy              | 1:59    |
| 2.  | „Avenue Of Hope”                                                          | I Am Kloot               | 4:34    |
| 3.  | „Capa's Last Transmission Home”                                           | Underworld               | 2:11    |
| 4.  | „Kanada's Death, Pt. 2 (Adagio In D Minor)”                               | John Murphy              | 2:58    |
| 5.  | „Mercury”                                                                 | Underworld & John Murphy | 2:10    |
| 6.  | „Kanada's Death, Pt. 1”                                                   | John Murphy              | 6:06    |
| 7.  | „Searle Finds The Crew Of Icarus I / Floating Free / Searle's Last Blast” | Underworld & John Murphy | 3:10    |
| 8.  | „Freezing Outside: Harvey”                                                | John Murphy & Underworld | 2:54    |
| 9.  | „Trey's Fate”                                                             | Underworld               | 2:42    |
| 10. | „Pinbacker Slashes Capa”                                                  | John Murphy & Underworld | 2:32    |
| 11. | „Corazon Finds The Seedling”                                              | Underworld               | 1:20    |
| 12. | „Cassie Searches / Dead Corazón”                                          | John Murphy & Underworld | 2:41    |
| 13. | „Freezing Inside: Mace”                                                   | John Murphy              | 1:50    |
| 14. | „Capa Suits Up”                                                           | John Murphy              | 1:54    |
| 15. | „Sunshine (Adagio In D Minor)”                                            | John Murphy              | 4:27    |
| 16. | „Capa's Jump”                                                             | John Murphy              | 1:20    |
| 17. | „Distortions”                                                             | Underworld               | 5:40    |
| 18. | „Capa Meets The Sun (To Heal)”                                            | Underworld               | 2:18    |
| 19. | „Peggy Sussed”                                                            | Underworld               | 2:27    |
|     |                                                                           |                          | 55:13   |

- produkcja – Underworld[5]

## Odbiór

### Opinie krytyków
| Recenzje     | Recenzje |
| Publikacja   | Ocena    |
| ------------ | -------- |
| RYM          | 3.63/5   |
| Sputnikmusic | 4.0/5    |

Zdaniem Jonathana Broxtona z magazynu Movie Music UK „partytura, będąca efektem współpracy angielskiego kompozytora Johna Murphy'ego z elektronicznym zespołem Underworld, to ambientowa odmiana elektroniki i jedno z najmniej udanych przedsięwzięć tego roku. Nie jestem przeciwnikiem elektronicznych partytur w ogóle, ale Sunshine to niewiele więcej niż rozbudowane ćwiczenie z pisania efektów dźwiękowych. Podobno członkowie Underworld byli mocno inspirowani awangardowym kompozytorem Györgym Ligetim przy tworzeniu swojej części muzyki, ale jakikolwiek wpływ jest bardzo minimalny”.
„Wiele z tych utworów przypomina raczej ścieżkę dźwiękową do filmu niż pojedyncze piosenki, ale fan obu artystów odnajdzie sens słuchając tej wyjątkowej współpracy.” – uważa Chris True z AllMusic.